# Ołeksandr Antonenko
Ołeksandr Serhijowycz Antonenko, ukr. Олександр Сергійович Антоненко (ur. 29 grudnia 1978 w Korosteniu) – ukraiński piłkarz grający na pozycji napastnika, trener piłkarski.

## Kariera piłkarska

### Kariera klubowa
Wychowanek Szkoły Sportowej w Korosteniu. W 1997 rozpoczął karierę piłkarską w klubie Papirnyk Malin. W 2000 został piłkarzem Systema-Boreks Borodzianka. Jeden mecz rozegrał w barwach klubu Systema-KChP Czerniachów. Na początku 2004 został zaproszony do Illicziwca Mariupol. Podczas przerwy zimowej sezonu 2006/07 przeniósł się do Obołoni Kijów. W styczniu 2010 przeszedł do Arsenału Biała Cerkiew, w którym przez kontuzję zakończył występy w roku 2011.

### Kariera reprezentacyjna
W 2001 w składzie studenckiej reprezentacji występował na Letniej Uniwersjadzie.

## Kariera trenerska
Po zakończeniu kariery piłkarza rozpoczął pracę szkoleniową. W czerwcu 2014 został zaproszony do sztabu szkoleniowego Obołoń-Browar Kijów. Najpierw trenował drugą drużynę klubu, a od 24 października 2016 pomaga trenować pierwszy zespół.

## Sukcesy i odznaczenia

### Sukcesy reprezentacyjne
Ukraina studencka
- wicemistrz Letniej Uniwersjady: 2001

### Sukcesy klubowe
Systema-Boreks Borodzianka
- mistrz Ukraińskiej Drugiej Ligi (1): 2001/02
- wicemistrz Ukraińskiej Drugiej Ligi (1): 2000/01

Obołoń Kijów
- wicemistrz Ukraińskiej Pierwszej Ligi (1): 2008/09
- brązowy medalista Ukraińskiej Pierwszej Ligi (2): 2006/07, 2007/08

### Odznaczenia
- tytuł Mistrza Sportu Klasy Międzynarodowej: 2001